# Cetejus virginalis
Cetejus virginalis es una especie de coleóptero de la familia Passalidae.

## Distribución geográfica
Habita en la Isla Caroline.